# Your Latest Trick
"Your Latest Trick" is een single uit 1986 van de Britse rockband Dire Straits. Het verscheen voor het eerst op het album Brothers in Arms. Het nummer is geschreven door Mark Knopfler.
De saxofoonintro wordt door saxofoonspelers vaak gespeeld in muziekwinkels, net zoals Stairway to Heaven van Led Zeppelin gebruikt wordt door gitaristen.
Michael Brecker speelde de saxofoonsolo tijdens de opnamesessies en Chris White speelde deze solo tijdens de wereldtours.
In 1993 verscheen een liveversie van het nummer op de Encores-EP. Deze versie werd een nummer 1-hit in Frankrijk en een radiohit in Nederland. De Nederlandse hitparades werden niet behaald. Sinds 2018 staat het nummer in de NPO Radio 2 Top 2000.

## Tracklist
12" maxi
1. "Your Latest Trick" - 6:33
2. "Irish Boy" - 4:36
3. "The Long Road" - 7:13

## NPO Radio 2 Top 2000
| Nummer met noteringen in de NPO Radio 2 Top 2000 | '18  | '19  | '20  | '21  | '22 | '23 | '24 |
| ------------------------------------------------ | ---- | ---- | ---- | ---- | --- | --- | --- |
| Your Latest Trick                                | 1176 | 1037 | 1033 | 1023 | 966 | 887 | 847 |

1. ↑  Een vetgedrukt getal geeft de hoogste notering aan.
2. ↑  2018 was het eerste jaar met een notering voor dit nummer.

Mark Knopfler · John Illsley
Guy Fletcher · Alan Clark · David Knopfler · Pick Withers · Hal Lindes · Terry Williams · Jack Sonni